# Мардарівка (станція)
Мардарівка — проміжна залізнична станція Одеської залізниці. Розташована на ділянці Подільськ — Одеса в однойменному селі. Знаходиться між станціями Чубівка (18 км) та Перехрестове (12 км).
Станцію було відкрито 1865 року при прокладанні залізниці Одеса — Балта. 
Електрифіковано станцію у складі лінії Котовськ — Мигаєве 1990 року.
На станції зупиняються приміські електропоїзди сполученням:
- Вапнярка — Одеса
- Балта — Одеса.